# Renilce Nicodemos
Renilce Conceição Nicodemos de Albuquerque (Marapanim, 8 de dezembro de 1976) é uma gestora pública e política brasileira filiada ao Movimento Democrático Brasileiro (MDB).

## Biografia
Renilce nasceu no ano de 1976, no município de Marapanim localizado no interior do estado do Pará. Formou-se na área de Gestão Pública.
Entrou para vida pública no ano de 2014, ao tornar-se Secretaria na Secretaria de Estado de Esporte e Lazer (SEEL) do Pará, na gestão de Simão Jatene (PSDB), cargo que permaneceu até abril de 2018.
No ano de 2018, foi eleita Deputada estadual do Pará pelo Solidariedade (SD) com 45.991 votos. Após a eleição, anunciou sua desfiliação do Solidariedade e filiou-se ao Movimento Democrático Brasileiro (MDB).
Em 2022, na convenção partidária realizada pelo MDB em Belém para tratar da campanha de reeleição de Helder Barbalho (MDB) ao governo do Pará, Renilce oficializou sua candidatura ao cargo de Deputada federal pelo estado, sendo eleita com 162.208 votos.

### Desempenho eleitoral
| Ano  | Cargo                     | Partido       | Votos   | Resultado | Ref.   |
| ---- | ------------------------- | ------------- | ------- | --------- | ------ |
| 2018 | Deputada estadual do Pará | Solidariedade | 45.991  | Eleita    | [ 13 ] |
| 2022 | Deputada federal do Pará  | MDB           | 162.208 | Eleita    | [ 12 ] |